# زمین‌لرزه ۱۳۱۴ کسوت
زمین‌لرزه کسوت مازندران در تاریخ ۱۱ آوریل ۱۹۳۵ میلادی، برابر با ‎۲۱ فروردین ۱۳۱۴، ساعت ۲۳:۱۴:۵۰ به زمان یوتی‌سی در استان مازندران رخ داد. ژرفای این زلزله ۳۵ کیلومتر بود. بزرگی آن ۶.۸ در مقیاس ریشتر اعلام شده‌است. زمین‌لرزه به وقت محلی در روز جمعه، ساعت ۲.۵ روی داده و منطقه زمانی آن یوتی‌سی +۳٫۵ بوده‌است .
سازمان زمین‌شناسی آمریکا نیز جای این زمین‌لرزه را در مختصات ۳۶°۱۸′شمالی ۵۳°۳۰′شرقی / ۳۶٫۳°شمالی ۵۳٫۵°شرقی و بزرگی آن را برابر با ۶.۳ در مقیاس ریشتر اعلام کرده‌است. ژرفای گزارش شده از سوی این سازمان ۱۴ کیلومتر بوده‌است.
شمار کشتگان زلزله حدود ۵۰۰ نفر بوده‌است.